# Conflans-sur-Anille
Conflans-sur-Anille ist eine französische Gemeinde mit 460 Einwohnern (Stand 1. Januar 2022) im Département Sarthe in der Region Pays de la Loire. Sie gehört zum Arrondissement Mamers und zum Kanton Saint-Calais. Die Einwohner werden Conflanais genannt.

## Geographie
Conflans-sur-Anille liegt etwa 45 Kilometer ostsüdöstlich von Le Mans. 
Nachbargemeinden von Conflans-sur-Anille sind Semur-en-Vallon im Norden und Nordosten, Berfay im Norden und Nordosten, Rahay im Osten, Saint-Calais im Süden und Südosten sowie Montaillé im Westen.

## Bevölkerungsentwicklung
| Jahr                      | 1962 | 1968 | 1975 | 1982 | 1990 | 1999 | 2006 | 2013 |
| Einwohner                 | 578  | 513  | 514  | 613  | 621  | 606  | 598  | 546  |
| Quelle: Cassini und INSEE |      |      |      |      |      |      |      |      |

## Sehenswürdigkeiten
- Kirche Saint-Maurice
- Schloss La Barre aus dem 15. Jahrhundert

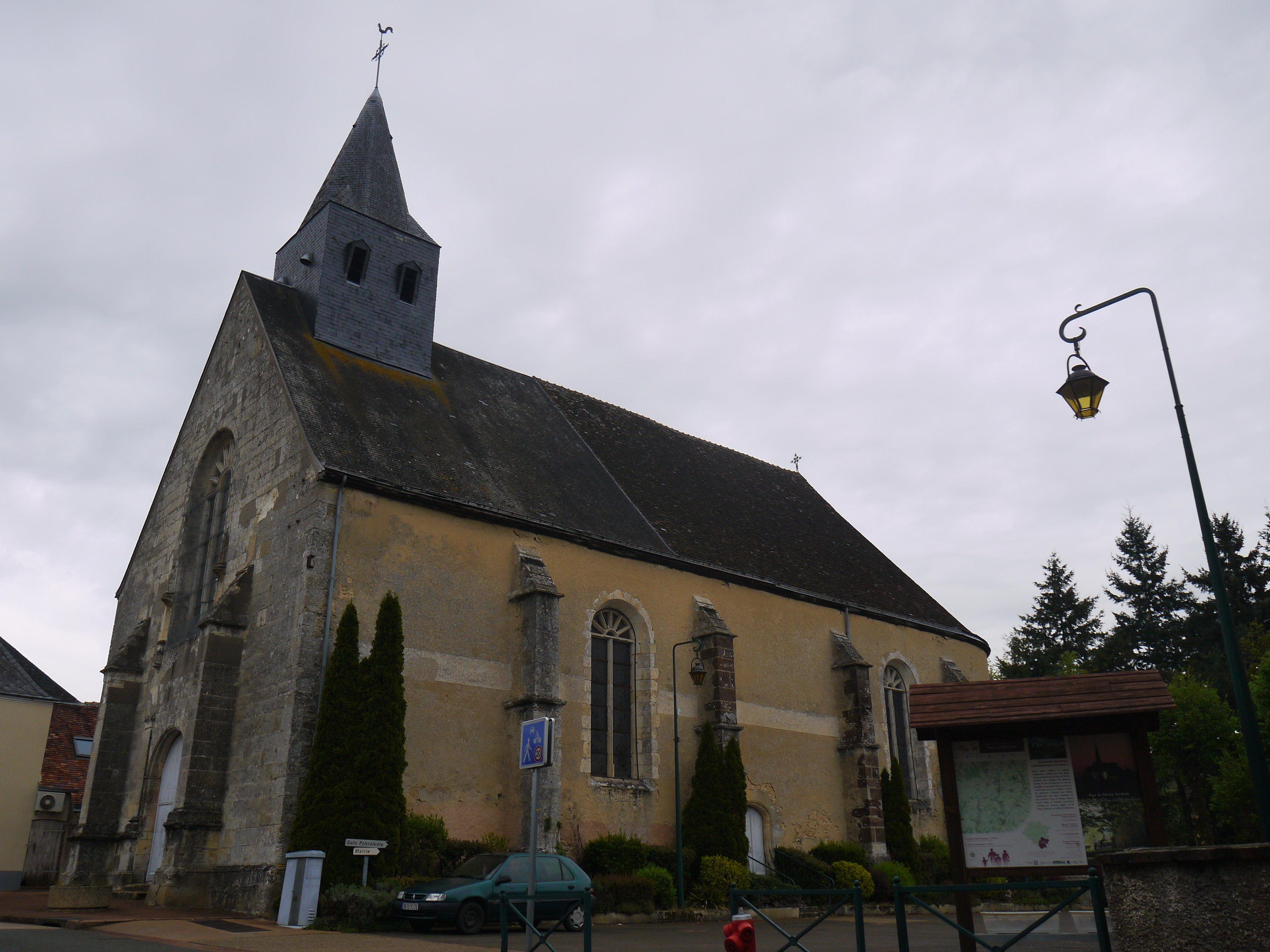
Kirche Saint-Maurice

## Persönlichkeiten
- Louis-Alphonse Poitevin (1819–1882), Fotograf, Erfinder der Collotypie